# Kilian Weise
Kilian Weise es un deportista alemán que compite en vela en la clase Star. Ganó una medalla de plata en el Campeonato Europeo de Star|2021.

## Palmarés internacional
| \| Campeonato Europeo \| Campeonato Europeo \| Campeonato Europeo \| Campeonato Europeo \| \| Año \| Lugar \| Medalla \| Clase \| \| ------------------ \| ------------------ \| ------------------ \| ------------------ \| \| 2021 \| Split (Croacia) \| Medalla de plata \| Star \| |                 |                  |       |
| Campeonato Europeo |                 |                  |       |
| Año | Lugar           | Medalla          | Clase |
| 2021 | Split (Croacia) | Medalla de plata | Star  |